# 아이렘
아이렘 소프트웨어 엔지니어링은 일본의 비디오 게임 개발사 및 배급사이다. 본사는 도쿄도 지요다구에 위치한다.
본래 1974년 IPM이라는 사명으로 설립됐으며, 1980년대부터 1990년대 초까지 아케이드 게임 사업을 전개했다. 당시 대표작으로 《문 패트롤 (1982)》, 《스파르탄 X (1984)》, 《알타입 (1987)》이 있다.
1997년, 전 아피에스의 제작자이자 나즈카 코퍼레이션의 게임 메탈슬러그의 제작자인 쿠조 카즈마가 소니 인터랙티브 엔터테인먼트의 지원을 받아 아이렘 소프트웨어 엔지니어링으로 재설립됐다.

## 역사

과거 아이렘 로고 (1979—2001)

아이렘의 전신 기업은 1969년 츠지모토 켄조가 오사카부에 창립했다. 츠지모토는 오사카에서 솜사탕 기계를 제조 및 판매하는 가게를 차렸는데, 당시 게임 엔터테인먼트의 잠재력을 눈여겨보고 1970년 경부터 파친코 제조 사업에 발을 들였다. 가게가 번창하면서 1974년, 츠지모토가 사장으로 기업 'IPM(IPM Co. Ltd)'이 설립됐다. "IPM"은 '인터네셔널 플레잉 머신(International Playing Machine)'의 약자이다. 처음 IPM의 사업 목표는 기존 츠지모토 사업의 연장선으로 소규모 상가를 대상으로 비디오 게임 기계를 설치하는 것에 그쳤다.

## 참조

### 내용주
1. ↑  영어: Irem Software Engineering, 일본어: アイレムソフトウェアエンジニアリング 아이레무소후토웨아엔지니아링구[*]